# Крајишник (презиме)
Крајишник је српско презиме. Назив је настао од израза на српском језику крајина или крајиште који је првобитно служио као административна јединица Српског царства или деспотовине за означавање пограничних области у којима цар или деспот није успоставио чврсту контролу због налета из непријатељских суседних провинција.
Познате особе са овим презименом су:
- Дамјан Крајишник (рођен 1997), српски фудбалер
- Момчило Крајишник (1945 - 2020), српски политичар